# Casa Joseph Haile
La Casa Joseph Haile (o Casa Gardner ) es una casa histórica en el vecindario de College Hill en la ciudad de Providence, la capital del estado de Rhode Island (Estados Unidos). 

## Descripción
Es una estructura de ladrillo de tres y medio pisos, que parece más alta debido a su ubicación en la ladera y al sótano elevado. Es un ejemplo bien conservado del estilo federal, que fue restaurado cuidadosamente en la década de 1930 por George Warren Gardner, quien llenó la casa con muebles estadounidenses antiguos. Los Gardner legaron la propiedad a la Universidad Brown, que la utiliza para albergar a dignatarios visitantes.
La casa fue incluida en el Registro Nacional de Lugares Históricos en 1972.